# Byōdō-in
Byōdō-in (平等院 (Bình Đẳng viện)) là một ngôi chùa Phật giáo ở thành phố Uji, tỉnh Kyoto, Nhật Bản. Ngôi chùa này được xây dựng năm 998 trong thời kỳ Heian, dùng làm một trang dinh của Fujiwara no Michinaga, một trong những người quyền thế nhất của dòng họ Fujiwara. Năm 1052 Fujiwara no Yorimichi lấy tư dinh này lập chùa thờ Phật.

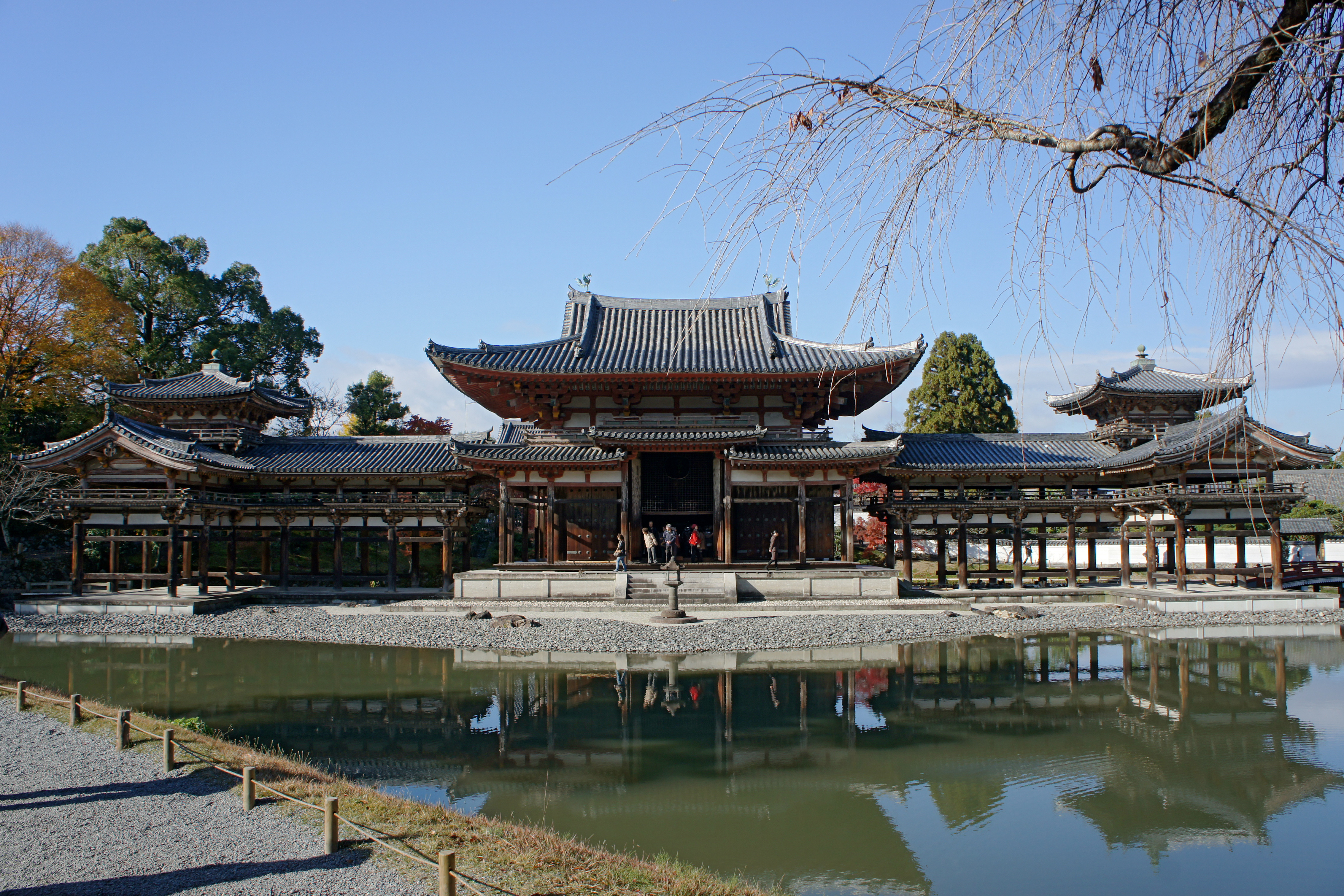
Phượng Hoàng Đường

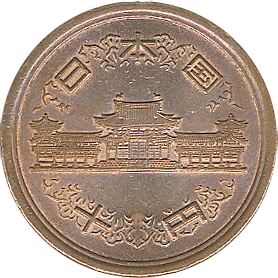
Đồng xu 10 yên Nhật có hình Phượng Hoàng Đường

Tòa nhà nổi tiếng nhất trong chùa là điện A-di-đà thường gọi là Hōō-dō (鳳凰堂, âm Hán-Việt: Phượng Hoàng đường) xây vào năm 1053. Đây là công trình kiến trúc duy nhất từ thuở nguyên thủy còn sót lại. Chung quanh điện A-di-đà là hồ cảnh; mấy tòa nhà phụ thuộc đã bị đốt trong cuộc nội chiến năm 1336.

## Hình ảnh

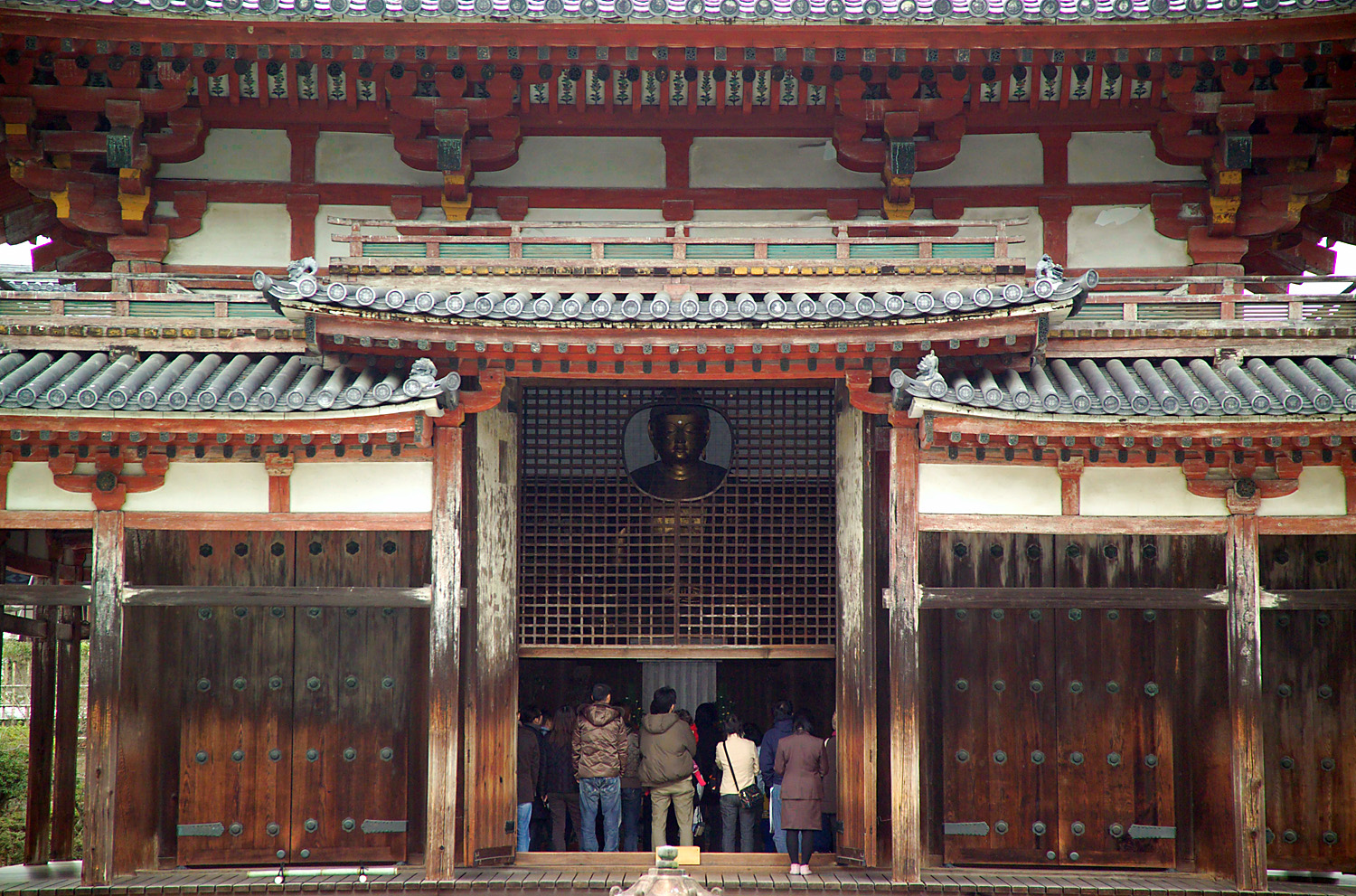
Phật A-di-đà có thể nhìn thấy trong Phượng Hoàng Đường
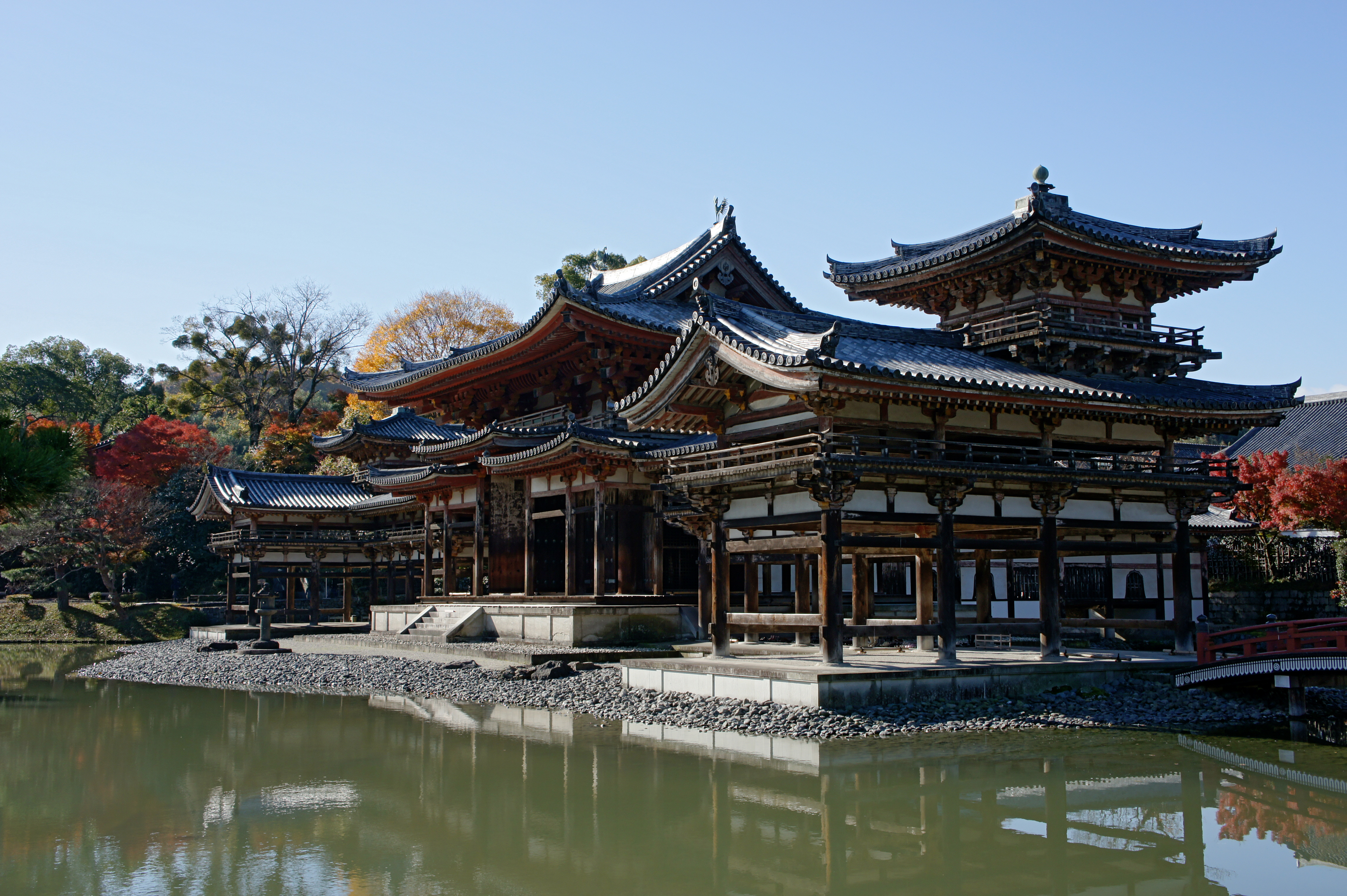
Bên trái Phượng Hoàng Đường
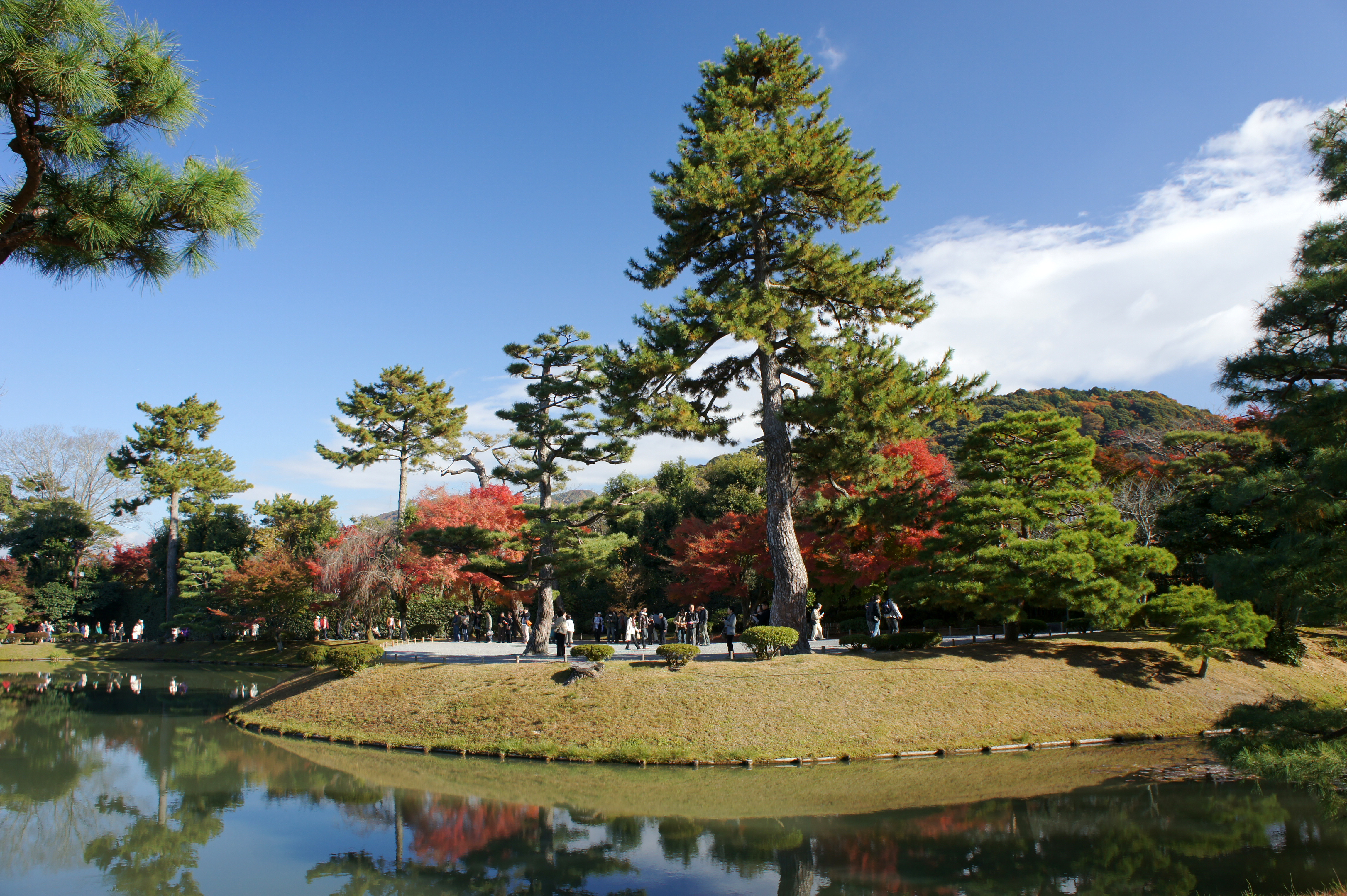
Khu vườn phía trước Phượng Hoàng Đường
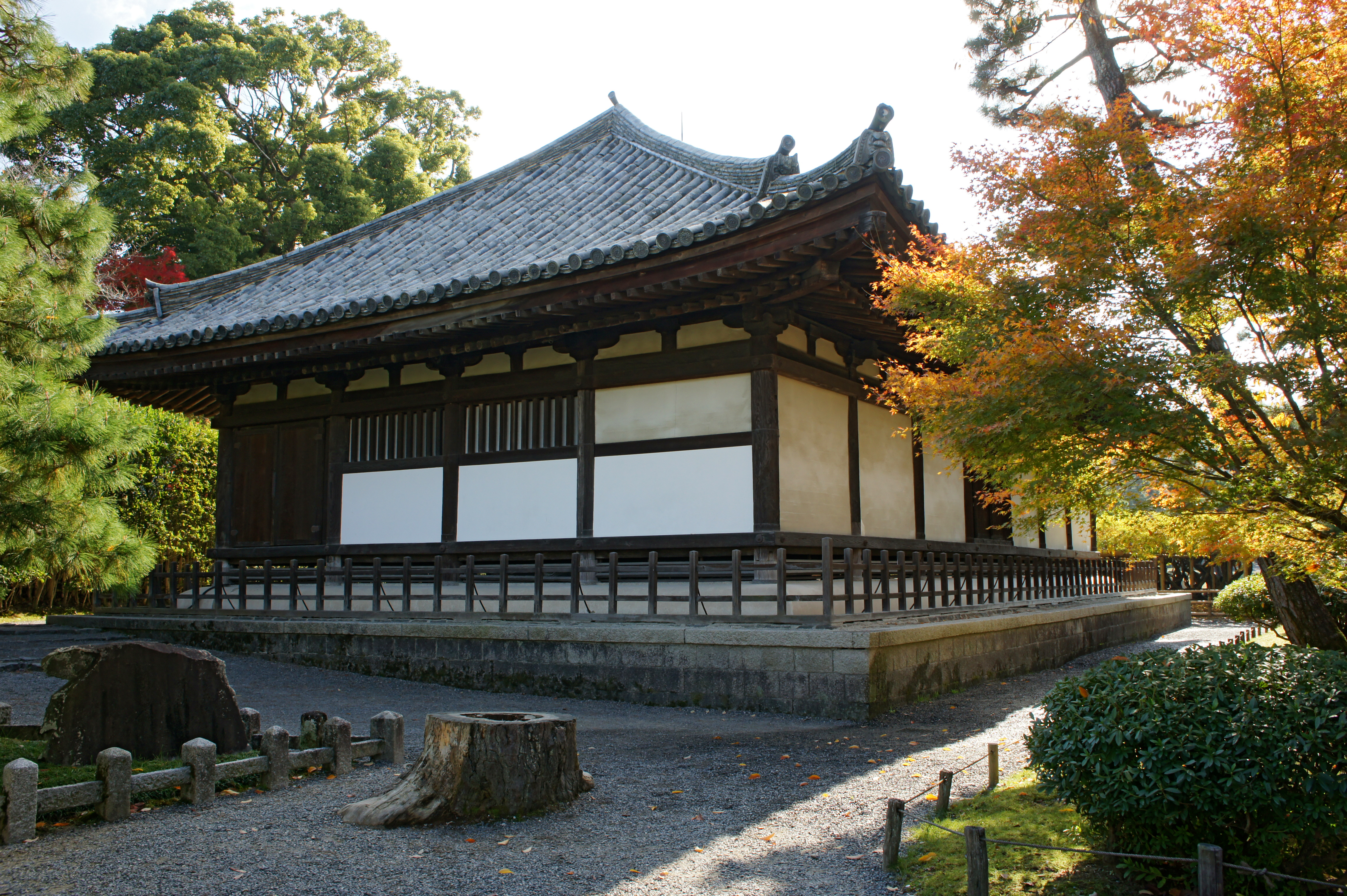
Kannondo
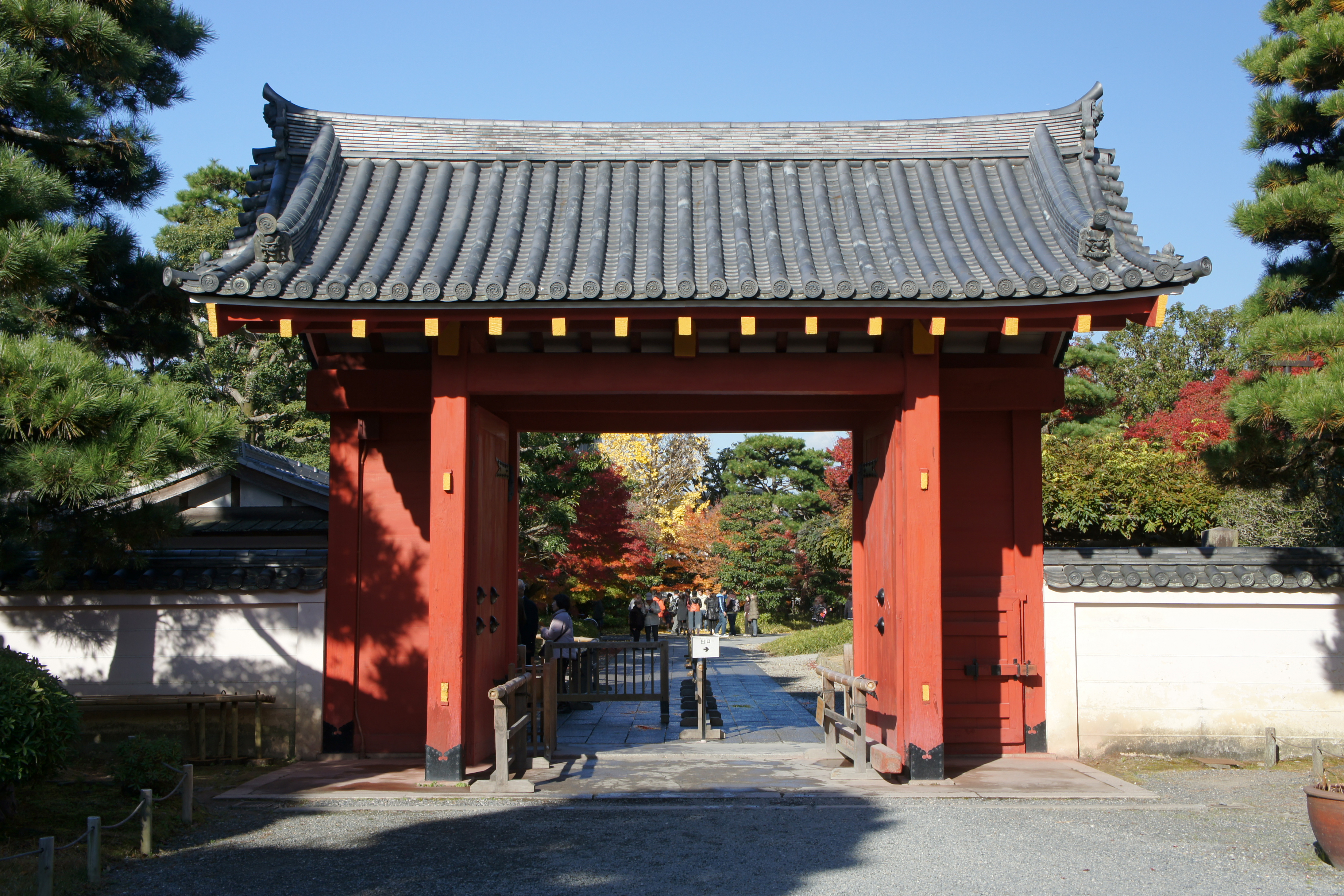
Omotemon, cổng chính.
- (video) Khách du lịch đi bộ vào Phượng Hoàng Đường vào một ngày nắng.